# جيمس ديلوري
جيمس ب. ديلوري (بالإنجليزية: James DeLoughry)‏ عقيد في القوات الجوية الأمريكية ورئيس المخابرات السابق في القيادة التنقل الجوي.
درس ديلوري في كلية مانهاتن بمدينة نيويورك في مايو 1971 كخريج متميز من فيلق تدريب مكتب الاحتياطي. بعد حصوله على درجة الماجستير في الدراسات الاستراتيجية في جامعة لانكستر بالمملكة المتحدة تم تعيينه ضابطا في الاستخبارات الجوية في الجناح الاستكشافي والفضائي 544 بقاعدة أوفوت الجوية في نبراسكا. في عام 1975 خدم العقيد ديلوري كضابط مخابرات جناح مع الجناح المقاتل التكتيكي 388 في قاعدة كورات الملكية التايلاندية في تايلاند.
ابتداء من عام 1976 خدم ديلوري في مجموعة متنوعة من مهام استخبارات الموظفين في قيادة القيادة الجوية الاستراتيجية. في عام 1976 تم تعيينه في وكالة استخبارات الدفاع حيث عمل مستشارا للولايات المتحدة الأمريكية في محادثات الحد من الأسلحة الاستراتيجية وبعد ذلك كعضو في فريق عمليات في مركز القيادة العسكرية الوطنية.
تم تعيين ديلوري كمحلل في الشرق الأوسط مع القيادة الأوروبية للولايات المتحدة في شتوتغارت بألمانيا في عام 1984. بعد حضور كلية موظفي القوات المسلحة في عام 1987 شغل منصب رئيس مراقبة الاستخبارات للقيادة الجوية التكتيكية في قاعدة لانغلي للقوات الجوية بفرجينيا. في عام 1989 تم اختيار ديلوري رئيسا للاستخبارات للجناح المقاتل التكتيكي الأولى ونشر مع الجناح إلى الظهران بالمملكة العربية السعودية في أغسطس 1990 في حرب الخليج الثانية.
بعد الانتهاء من الدراسات في كلية الدفاع في الناتو في روما بإيطاليا في عام 1991 حيث تم تعيين ديلوري كنائب رئيس شعبة الشؤون السياسية العسكرية لمديرية الخطط في القيادة المركزية للولايات المتحدة في تامبا بولاية فلوريدا. ركزت مهامه على الوصول إلى المفاوضات وأسسها واتفاقات التعاون الدفاعي والتشاور الثنائي مع الحلفاء الإقليميين.
عاد ديلوري إلى قاعدة لانغلي للقوات الجوية في عام 1994 كرئيس لقسم إدارة قوة الاستخبارات بقيادة القيادة الجوية. في عام 1996 تولى قيادة سرب المخابرات الجوية المقاتلة.
في عام 1997 تم تعيينه قائد مركز المخابرات المشتركة في قيادة دفاع الفضاء الجوي الأمريكية الشمالية وقيادة الفضاء الأمريكية في قاعدة بيترسون للقوات الجوية في كولورادو سبرينغز بكولورادو.
كانت مهمته النهائية في عام 1999 رئيس المخابرات لقيادة التنقل الجوي في قاعدة سكوت للقوات الجوية بإلينوي. كان مسؤولا عن الدعم الاستخباراتي لأسطول القيادة والشحن والبضائع الناقلة من 1300 طائرة. تقاعد من الخدمة الفعلية في أكتوبر 2002.

## وصلات خارجية
- "الولايات المتحدة و لافي" من قبل العقيد جيمس ديلوري، أوساف، اتحاد العلماء الأمريكيين